# Aquest és el meu pare
Aquest és el meu pare 	(títol original:  This Is My Father) és una pel·lícula irlandeso- estatunidenca dirigida per Paul Quinn, estrenada l'any 1999. Ha estat doblada al català.

## Argument
El vidu Kieran Johnson és una professor d'història de secundària solitari i de mitjana edat que es troba desconnectat a la seva vida. Decideix fer un viatge a la petita ciutat natal de Kilronan, el comtat de Galway, Irlanda després de descobrir una fotografia antiga de la seva mare, que ara no pot parlar a causa d'un accident cerebrovascular, amb un home que mai no ha vist. Sospita que aquest home pot ser el seu pare biològic. A instànces de la seva germana, Kieran porta el seu nebot Jack en el viatge. A Kilronan, la senyora Kearney, la mare de l'hostaler i una dona gitana que ha viscut a la zona durant una bona part de la seva vida, parlen amb Kieran i Jack sobre la vida a la ciutat l'any 1939 quan l'animada Fiona Flynn, la mare de Kieran, va començar a veure's amb un camperol anomenat Kieran O'Day. Kieran O'Day va créixer com un "bastard de casa pobra", i com a tal sempre va ser tímid i considerat un estrany en la ciutat. A causa de la seva posició en la comunitat i les diferències d'edat (ella només en tenia disset, ell trenta), la relació de Fiona i Kieran no va ser considerada honorable a la ciutat, inclosa la mare vídua de Fiona, Mary Flynn, i els feligresos de l'església.
La senyora Kearney a poc a poc explica la història sencera de la relació de Kieran i Fiona, la tragèdia que va impedir el seu amor per no suportar el que deia la gent, les històries de les "malediccions" que van caure a la família Flynn i la veritat darrere com Kieran Johnson va conèixer el seu pare.

## Repartiment
- Aidan Quinn: Kieran O'Dea
- James Caan: Kieran Johnson
- Moya Farrelly: Fiona Flynn
- Jacob Tierney: Jack
- Gina Moxley: Widow Flynn
- Devon Murray
- Brendan Gleeson: Garda Jim

## Rebuda
- Premis 1999: National Board of Review: Esment especial
- Crítica: "Interessant"[3]